# Journée internationale du cancer de l'enfant
La journée internationale du cancer de l’enfant (International Childhood Cancer Day) est organisée chaque année le 15 février depuis son lancement en 2002. Son objectif est d'informer et de sensibiliser le grand public aux cancers de l'enfant ainsi que de récolter des dons pour la recherche sur les cancers de l'enfant.   

## Origines
Dans le monde, chaque année, 300 000 enfants et adolescents sont touchés par le cancer selon le Centre international de Recherche sur le Cancer (chiffres de 2016). En 2001, une journée internationale a été mise en place dans le but d'augmenter la conscience de cette maladie et d'exprimer un soutien envers les enfants touchés, les survivants et leurs familles,. 
Le International Childhood Cancer Day, ou ICCD, a été créé par l’association Childhood Cancer International (CCI) en 2001. Childhood Cancer International (appelée auparavant ICCCPO) est une association internationale ombrelle, regroupant environ 180 autres organisations de parents d'enfants cancéreux, dans 90 pays.   
Geoff Thaxter, représentant l’organisation du Royaume-Uni Cancer Research United Kingdom (CRUK) fit la proposition d'une telle journée internationale lors de l’Assemblée Générale du CCI au Luxembourg en 2001.  
La première journée internationale pour le cancer de l'enfant eut lieu le 15 février 2002. À cette occasion, un logo fut développé et plusieurs associations participèrent dans plusieurs pays pour générer une couverture médiatique de l’événement.

## Ruban doré
Un ruban de sensibilisation de couleur dorée a été choisi pour représenter le symbole du cancer de l'enfant. Ce ruban est cependant beaucoup moins connu que le ruban rose représentant la conscience du cancer du sein, ou encore le ruban rouge représentant la conscience du SIDA.

## En France
Depuis 2014, le 15 février, un colloque est organisé à Paris, au Sénat, en présence de personnalités du domaine politique, médical et pharmaceutique. Le but de cette journée est d’informer et de sensibiliser l’opinion sur les cancers de l’enfant et de récolter des dons afin de faire avancer la recherche. 
En France, le cancer est la première cause de mortalité par maladie chez les enfants. Chaque année en France, 1 700 enfants de moins de 15 ans et environ 800 adolescents de 15 à 18 ans sont touchés par cette maladie.

## En Inde
La journée internationale du cancer de l'enfant en Inde a donné lieu, en 2016, à une campagne pour illuminer le Taj Mahal en couleur or.

## Au Maroc
La Journée internationale du cancer de l'enfant est célébrée au Maroc.

## Au Royaume-Uni
Au Royaume-Uni, la première journée internationale du cancer de l'enfant reçut une couverture médiatique nationale dès sa création en 2002. Le 15 février 2004, le jour de la journée internationale du cancer de l'enfant, l'association ICCPO remit un rapport au secrétaire des Nations unies Kofi Annan pour alerter l'ONU sur le fait qu'environ 100 000 enfants de pays pauvres meurent chaque année de cancers qui pourraient être soignés.  